# سید عبدالحسین صدر

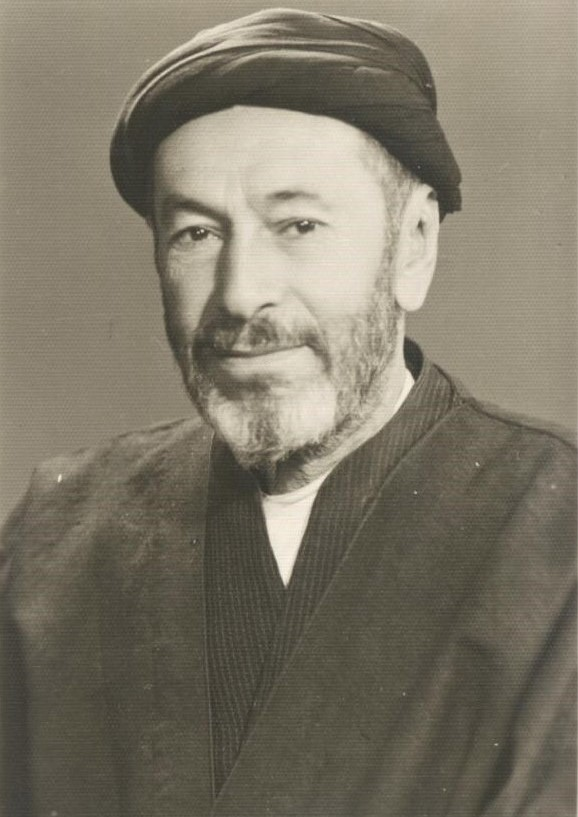
سید عبدالحسین صدر (صدرالاسلام)

سید عبدالحسین صدر (صدرنیا) مشهور به صدرالاسلام (زاده ۱۲۵۰ – درگذشته ۱ بهمن ماه ۱۳۳۵ هجری خورشیدی) سیاست‌مدار و روحانی شیعه ایرانی بود.

## زندگی
سید عبدالحسین صدر (صدرالاسلام) در سال ۱۲۵۰ هجری خورشیدی در شهر شیراز متولد شد. تحصیلات ابتدایی را در شیراز شروع نمود و سپس علوم اسلامی را در مدرسه خان شیراز و همزمان نزد پدرش سید محمدعلی مدرس که در همین مدرسه تدریس می‌نمود فرا گرفت. وی به واسطهٔ حسن اخلاق و شهرت نیک از معتمدین و مشاهیر شهر شیراز بود. او در یکم بهمن ماه ۱۳۳۵ هجری خورشیدی درگذشت و در حافظیه شیراز مدفون است.

## فعالیت سیاسی

### مشروطه خواهی
آغاز فعالیت سیاسی او در سنین جوانی همزمان با جنبش مشروطه خواهی مردم ایران بود. پدر ایشان مرحوم  سید محمدعلی مدرس از مشروطه خواهان شیراز بود و به همین جهت منزل او چند بار مورد حمله افراد مسلح وابسته به حاکم وقت فارس حبیب‌الله خان قوام‌الملک قرار گرفت که تخریب قسمت‌هایی از منزل و چپاول اموال وی را به همراه داشت.

### مجلس شورای ملی
او در دوره پنجم مجلس شورای ملی که از تاریخ ۲۲ بهمن ماه ۱۳۰۲ الی ۲۲ بهمن ۱۳۰۴ هجری خورشیدی فعالیت داشت، نماینده منتخب مردم شیراز در این دوره بود. ایشان در کمیسیون تخصصی نفت مجلس عضویت داشت.

### مجلس مؤسسان
او در مجلس مؤسسان نخست ایران که از ۱۵ تا ۲۲ آذر ۱۳۰۴ هجری خورشیدی برپا بود نمایندگی مردم شیراز را بر عهده داشت.